# Francis John Byrne
Francis John Byrne (Xangai, 1934) é um historiador irlandês.

## Biografia
Nascido em Xangai onde seu pai, um irlandês de Dundalk, capitaneava um navio no rio Amarelo, Byrne e sua mãe foram enviados para a Austrália quando eclodiu a Segunda Guerra Mundial. Após a guerra, sua mãe retornou à Irlanda, onde seu pai, que havia sobrevivido ao internamento em mãos japonesas, voltou para retomar o trabalho como mestre de porto.
Byrne frequentou o Blackrock College no condado de Dublin, onde aprendeu latim e grego, para acrescentar ao chinês que aprendeu na sua infância em Xangai. Estudou História Antiga da Irlanda na Universidade College Dublin onde se destacou, graduando-se com honras de primeira classe. Estudou Paleografia e Latim medieval, na Alemanha, e depois fez preleções sobre línguas celtas na Suécia, antes de retornar à Universidade College em 1964, para assumir um cargo de professor.
O trabalho mais conhecido de Byrne é seu Irish Kings and High-Kings (1973). Foi co-editor do New History of Ireland (9 volumes), da Real Academia da Irlanda. Um festschrift em sua homenagem foi publicado em 1999 sob a direção de seu ex-aluno Alfred P. Smyth.
Byrne se aposentou em 2000.